# Fredede bygninger i Tårnby Kommune
Denne liste over fredede bygninger i Tårnby Kommune viser alle fredede bygninger i Tårnby Kommune, bortset fra kirker. Listen bygger på data fra Kulturarvsstyrelsen.
| Sagsnavn                    | Komplekstype                                                                                  | Opførelsesår | Adresse                          | Koordinater                                   | Fredningsår (1. fredning) | ID (Link til Kulturarv.dk) | Billede     |
| --------------------------- | --------------------------------------------------------------------------------------------- | ------------ | -------------------------------- | --------------------------------------------- | ------------------------- | -------------------------- | ----------- |
| Hallings Gård               |                                                                                               | 1788         | Vestre Bygade 9, 2770 Kastrup    | 55°37′45″N 12°36′07″Ø / 55.62904°N 12.60206°Ø |                           | 185-23052-1                | Upload foto |
| Hallings Gård               |                                                                                               |              | Vestre Bygade 9, 2770 Kastrup    | 55°37′45″N 12°36′07″Ø / 55.62904°N 12.60206°Ø |                           | 185-23052-2                | Upload foto |
| Kastrup Værk, Bryggergården | Fabriksbygning (Hovedbygning) ""Slottet""""                                                   | 1749         | Bryggergården 1, 2770 Kastrup    | 55°38′12″N 12°39′15″Ø / 55.63674°N 12.65412°Ø |                           | 185-1822-1                 | Upload foto |
| Kastrup Værk, Bryggergården | Sydrække med tre bygninger herunder portbygning mod vest samt vognremise og stalde øst herfor | 1838         | Bryggergården 2, 2770 Kastrup    | 55°38′12″N 12°39′15″Ø / 55.63674°N 12.65412°Ø |                           | 185-1822-6                 | Upload foto |
| Kastrup Værk, Bryggergården | Fabriksbygning (fire bygninger, herunder portbygning)                                         | 1749         | Bryggergården 3, 2770 Kastrup    | 55°38′12″N 12°39′15″Ø / 55.63674°N 12.65412°Ø |                           | 185-1822-2                 | Upload foto |
| Kastrup Værk, Bryggergården | Fabriksbygning (2 bygninger)                                                                  | 1900         | Bryggergården 13, 2770 Kastrup   | 55°38′12″N 12°39′15″Ø / 55.63674°N 12.65412°Ø |                           | 185-1822-3                 | Upload foto |
| Kastrup Værk, Bryggergården | 2 bygninger                                                                                   | 1749         | Bryggergården 14, 2770 Kastrup   | 55°38′12″N 12°39′15″Ø / 55.63674°N 12.65412°Ø |                           | 185-1822-5                 | Upload foto |
| Kastrup Værk, Bryggergården | Magasinbygning                                                                                | 1749         | Bryggergården 17, 2770 Kastrup   | 55°38′12″N 12°39′15″Ø / 55.63674°N 12.65412°Ø |                           | 185-1822-4                 | Upload foto |
| Kastrupgård                 |                                                                                               | 1749         | Kastrupvej 399, 2770 Kastrup     | 55°38′05″N 12°38′18″Ø / 55.63463°N 12.63831°Ø |                           | 185-62937-1                | Upload foto |
| Kastrupgård                 |                                                                                               | 1749         | Kastrupvej 399, 2770 Kastrup     | 55°38′05″N 12°38′18″Ø / 55.63463°N 12.63831°Ø |                           | 185-62937-2                | Upload foto |
| Terminalbygningen           | Terminalbygning                                                                               | 2010         | Lufthavnen 1, 2770 Kastrup       | 55°37′44″N 12°39′15″Ø / 55.62880°N 12.65430°Ø |                           | 185-75095-291              | Upload foto |
| Tårnby Rådhus               | Rådhusbygning (hovedbygning)                                                                  | 1959         | Amager Landevej 76, 2770 Kastrup | 55°38′02″N 12°37′10″Ø / 55.63391°N 12.61937°Ø |                           | 185-2772-1                 | Upload foto |
| Tårnby Rådhus               | Rådhusbygning (bagbygning, vest)                                                              | 1973         | Amager Landevej 76, 2770 Kastrup | 55°38′02″N 12°37′10″Ø / 55.63391°N 12.61937°Ø |                           | 185-2772-2                 | Upload foto |
| Tårnby Rådhus               |                                                                                               | 1984         | Østerlarsvej 6, 2770 Kastrup     | 55°38′00″N 12°37′08″Ø / 55.63333°N 12.61899°Ø |                           | 185-2772-3                 | Upload foto |